# Juvancourt
Cet article possède des paronymes, voir Juvincourt et Jumencourt.
Juvancourt est une commune française, située dans le département de l'Aube en région Grand Est. Il s'agit d'une commune rurale en champagne-Ardenne et au porte du vignoble champenois.

## Géographie

### Localisation
La commune de Juvancourt est entourée par les communes de Ville-sous-la-Ferté, Laferté-sur-Aube, Longchamp-sur-Aujon et Maranville.
Juvancourt est située à 25 km au nord-ouest de Chaumont et à 57 km de la ville de Troyes, la préfecture de l'Aube. La commune est située dans le département de l'Aube en Champagne-Ardenne mais est limitrophe du département de la Haute-Marne.
L’accès à la commune se fait par la D 55 depuis la D 396 ou depuis Ville-sous-la-Ferté. La commune se situe à 1 km de la sortie 23, ville sous la Ferté, Bar-sur-Aube, de l’autoroute A5.

### Territoire communal
Il s'agit d'une commune rurale de 8,29 km2 essentiellement recouverte par la forêt ainsi que par des prairies et des cultures.
Les rivières Maze et Aube coulent sur le territoire communal. La Maze est un petit affluent de l'Aube et se jette dans celle-ci sur la commune.
Le mont Perton est le point culminant de la commune situé à 349 m. L'altimétrie la plus basse est 199 m au niveau des deux rivières. Le village est situé à 210 m d'altitude en moyenne.

### Cartes postales

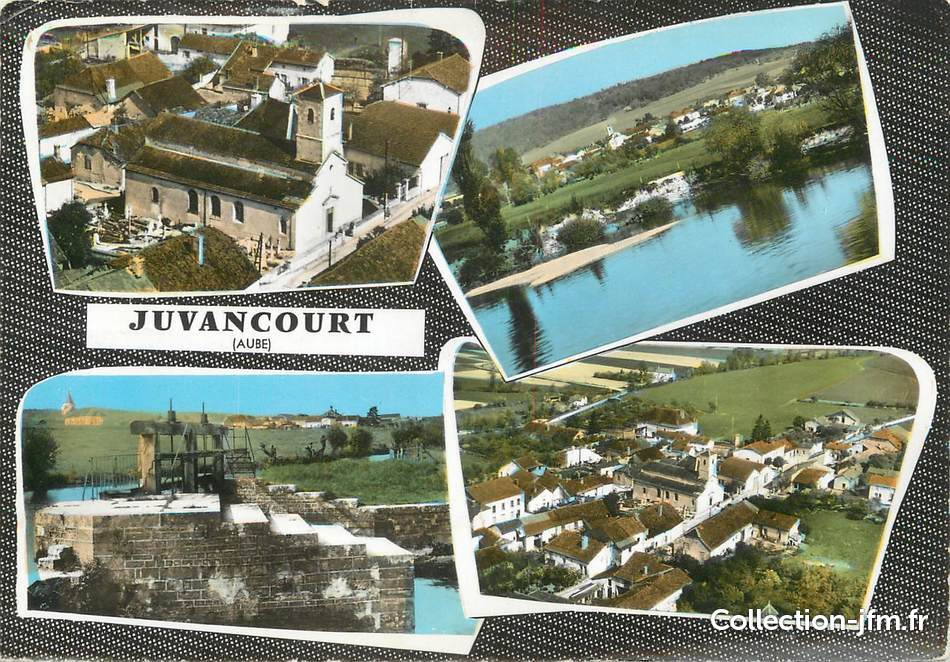
Carte postale de Juvancourt montrant une vue aérienne du village et de son église ainsi que deux photographies du "Batard"
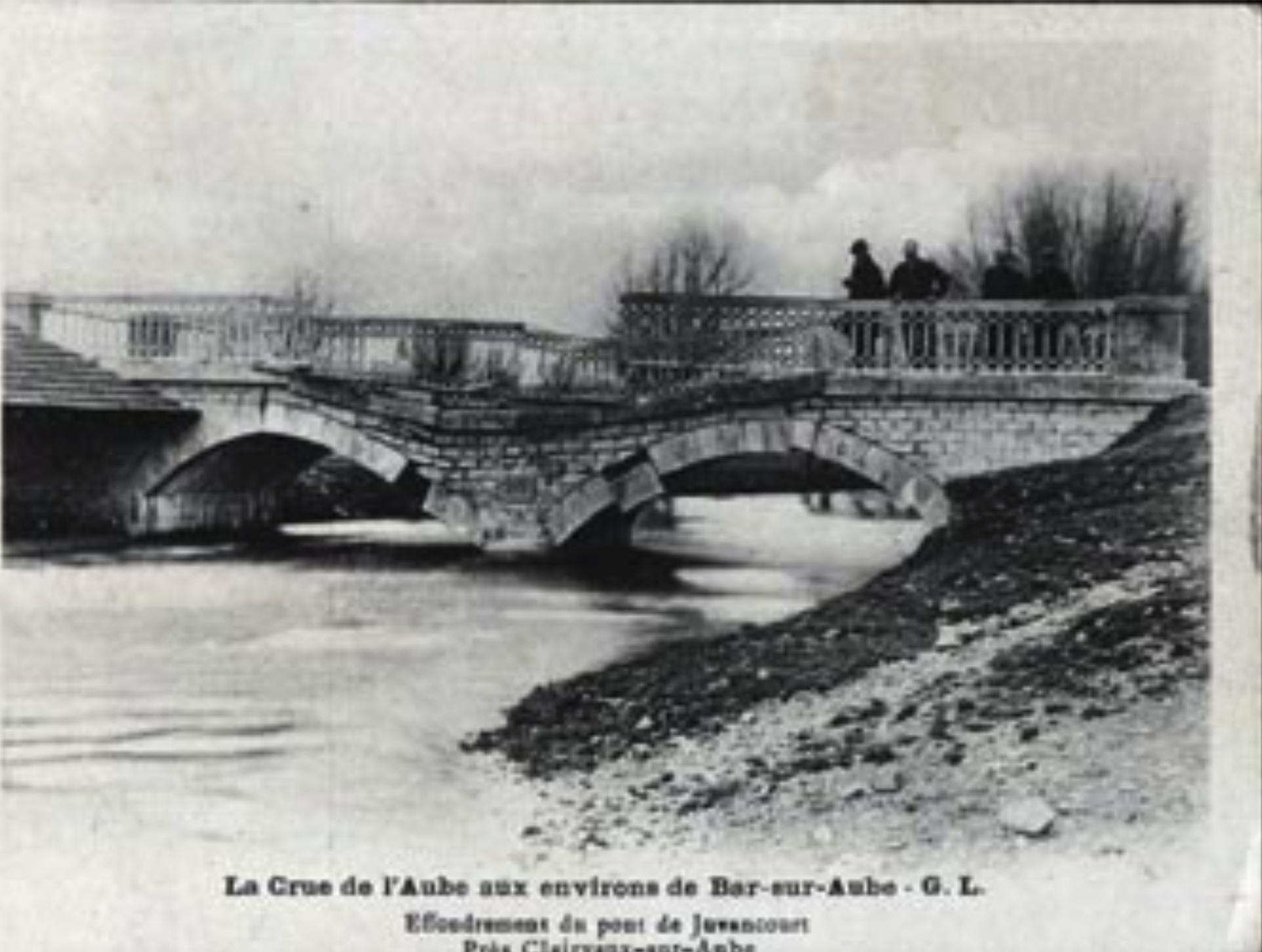
Dégâts causés par la crue de l'Aube, au pont de la rue de la Planche du Voit qui enjambe la Maze
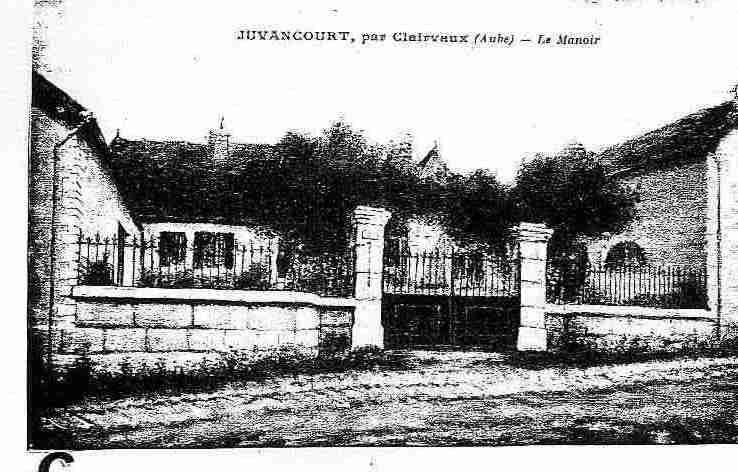
Ancien manoir à l'intersection de la rue du la Planche du Voit et de la rue du Mont Perton
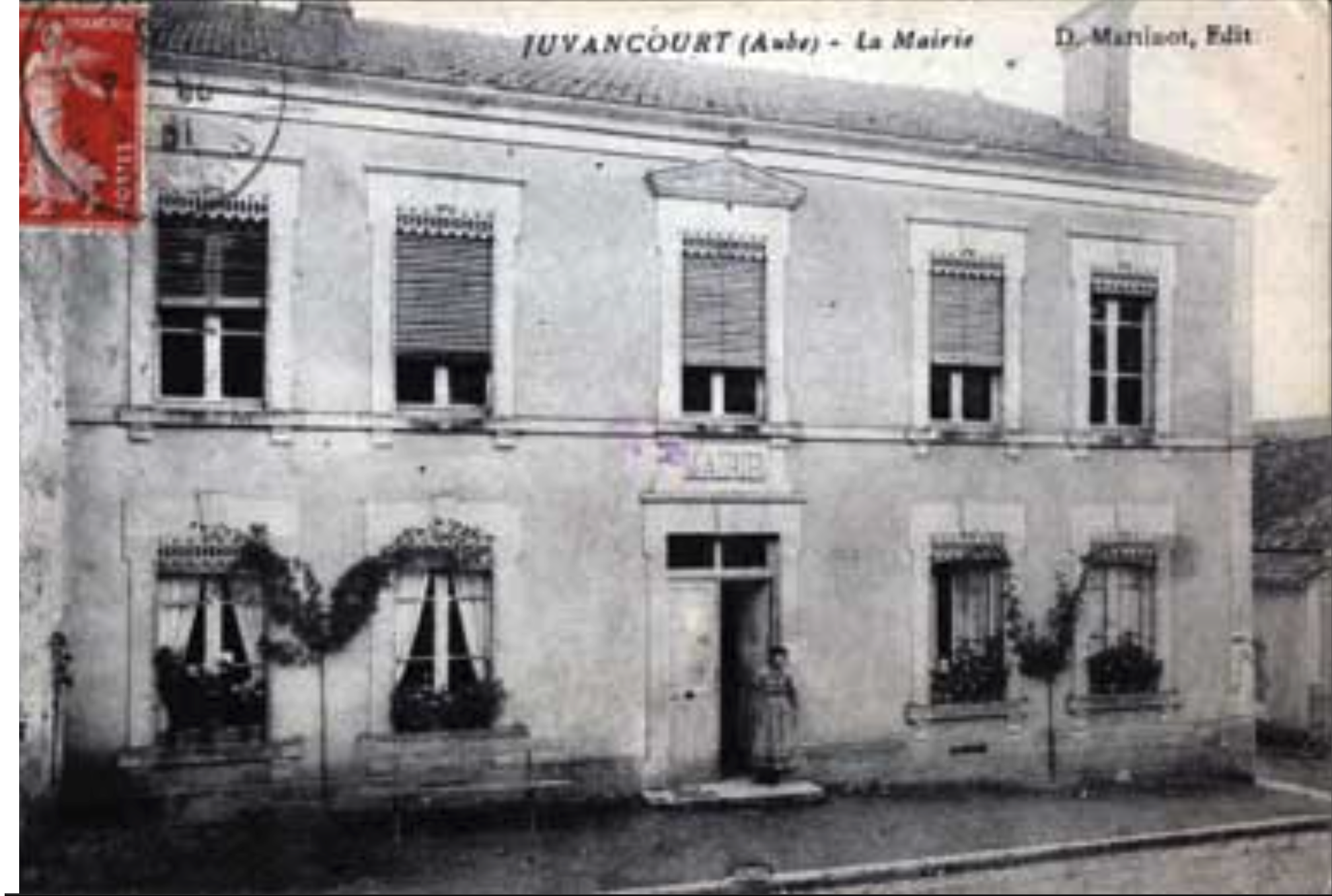
Mairie de Juvancourt

### Hydrographie
La commune est dans la région hydrographique « la Seine de sa source au confluent de l'Oise (exclu) » au sein du bassin Seine-Normandie. Elle est drainée par l'Aube, le Fossé 01 du Val Lobot, la Maze et divers autres petits cours d'eau,.
L'Aube, d'une longueur de 249 km, prend sa source dans la commune d'Auberive et se jette  dans la Seine à Marcilly-sur-Seine, après avoir traversé 82 communes.

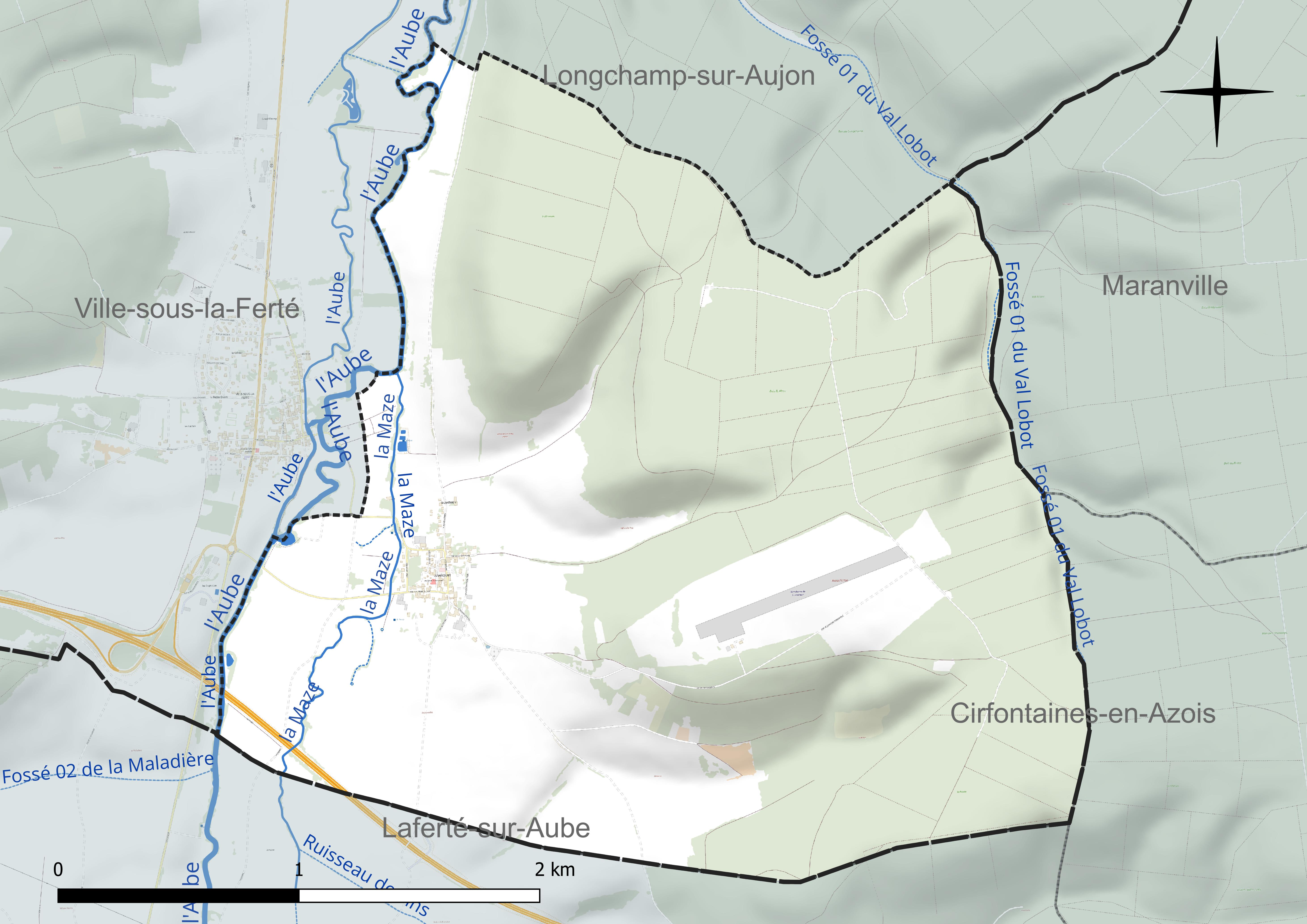
Réseau hydrographique de Juvancourt.

## Climat
Pour des articles plus généraux, voir Climat du Grand Est et Climat de l'Aube.
En 2010, le climat de la commune est de type climat des marges montargnardes, selon une étude du Centre national de la recherche scientifique s'appuyant sur une série de données couvrant la période 1971-2000. En 2020, Météo-France publie une typologie des climats de la France métropolitaine dans laquelle la commune est exposée à un climat océanique altéré et est dans la région climatique Lorraine, plateau de Langres, Morvan, caractérisée par un hiver rude (1,5 °C), des vents modérés et des brouillards fréquents en automne et hiver.
Pour la période 1971-2000, la température annuelle moyenne est de 10,2 °C, avec une amplitude thermique annuelle de 16,2 °C. Le cumul annuel moyen de précipitations est de 924 mm, avec 12,6 jours de précipitations en janvier et 8,8 jours en juillet. Pour la période 1991-2020, la température moyenne annuelle observée sur la station météorologique de Météo-France la plus proche, « Cunfin_sapc », sur la commune de Cunfin à 13 km à vol d'oiseau, est de 11,0 °C et le cumul annuel moyen de précipitations est de 900,4 mm. 
La température maximale relevée sur cette station est de 41 °C, atteinte le 31 juillet 1983 ; la température minimale est de −21 °C, atteinte le 17 janvier 1985,,.
Les paramètres climatiques de la commune ont été estimés pour le milieu du siècle (2041-2070) selon différents scénarios d'émission de gaz à effet de serre à partir des nouvelles projections climatiques de référence DRIAS-2020. Ils sont consultables sur un site dédié publié par Météo-France en novembre 2022.

## Urbanisme

### Typologie
Au 1er janvier 2024, Juvancourt est catégorisée commune rurale à habitat dispersé, selon la nouvelle grille communale de densité à 7 niveaux définie par l'Insee en 2022.
Elle est située hors unité urbaine. Par ailleurs la commune fait partie de l'aire d'attraction de Bar-sur-Aube, dont elle est une commune de la couronne,. Cette aire, qui regroupe 43 communes, est catégorisée dans les aires de moins de 50 000 habitants,.

### Occupation des sols
L'occupation des sols de la commune, telle qu'elle ressort de la base de données européenne d’occupation biophysique des sols Corine Land Cover (CLC), est marquée par l'importance des forêts et milieux semi-naturels (58,1 % en 2018), une proportion sensiblement équivalente à celle de 1990 (57,5 %). La répartition détaillée en 2018 est la suivante : 
forêts (58 %), terres arables (31 %), prairies (5,8 %), zones agricoles hétérogènes (5,1 %), milieux à végétation arbustive et/ou herbacée (0,1 %). L'évolution de l’occupation des sols de la commune et de ses infrastructures peut être observée sur les différentes représentations cartographiques du territoire : la carte de Cassini (XVIIIe siècle), la carte d'état-major (1820-1866) et les cartes ou photos aériennes de l'IGN pour la période actuelle (1950 à aujourd'hui).

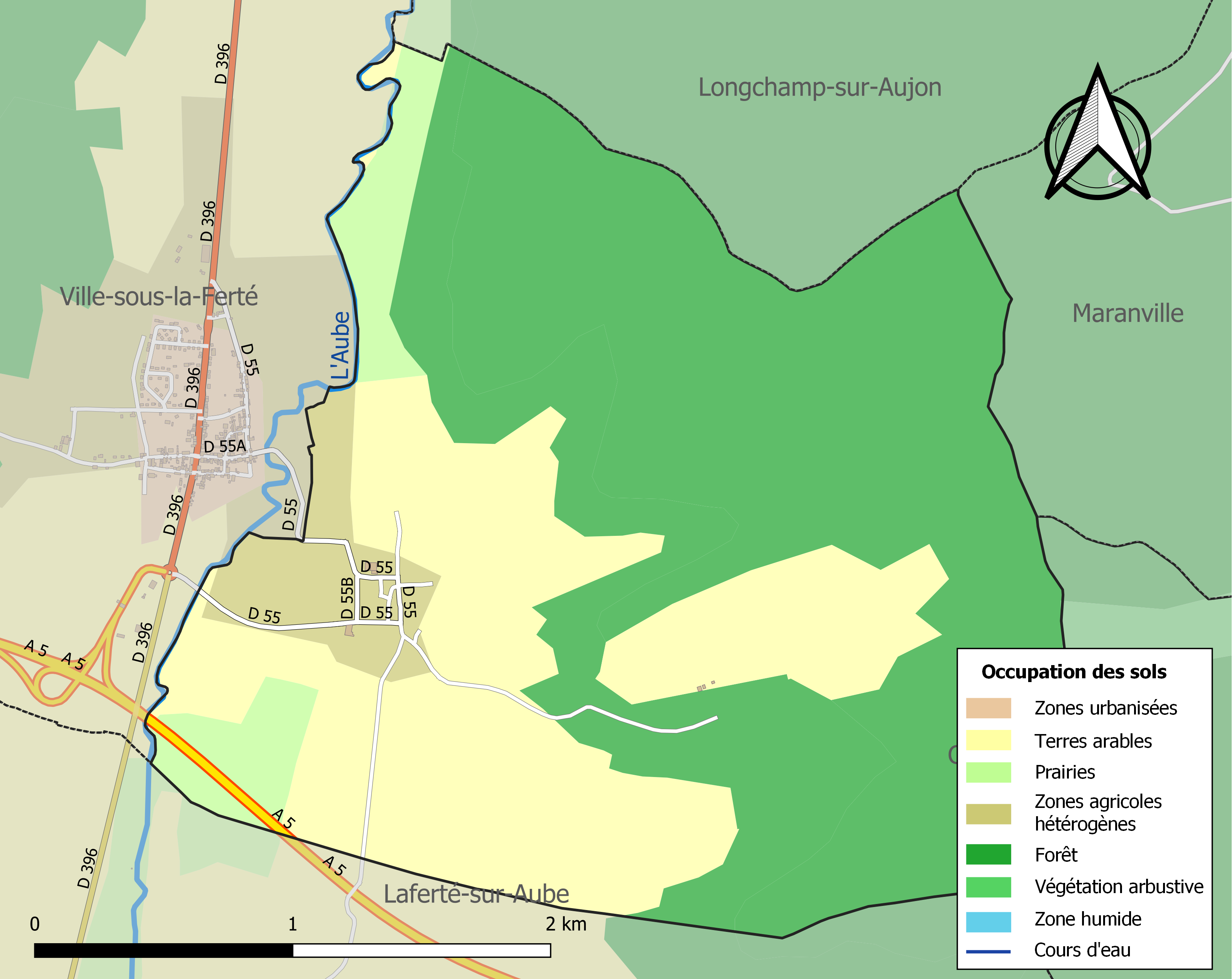
Carte des infrastructures et de l'occupation des sols de la commune en 2018 (CLC).

## Toponymie
D’après le dictionnaire des noms de lieux de France Larousse, le nom de Juvancourt vient de Juvinius cortem "Domaine de Juvinius" en latin.
On peut retrouver le nom de "Juvancourt" au cours du temps avec différentes orthographes jusqu’à l'obtention du nom actuel.
| Année | Nom du village                                |
| ----- | --------------------------------------------- |
| 1115  | Juvencurt                                     |
| 1135  | Juvencort                                     |
| 1147  | Jovencort                                     |
| 1196  | Juveincur, Juveincurt                         |
| 1222  | Juvancourt, Juvencourt, Jovencort, Giuvancort |
| 1230  | Givencuria                                    |
| 1237  | Juvencuria                                    |
| 1250  | Givancort                                     |
| 1581  | Juvancuria                                    |
| 1679  | Juvencour                                     |
| 1674  | Juvancour                                     |
| 1705  | Juvancourt                                    |

Les premières apparitions du nom de "Juvancourt" ont lieu dans la charte de l'abbaye de Clairvaux au sujet d'un procès entre les moines et Charles de Coligny, seigneur de Andelot, Dinteville et Juvancourtr au sujet de droits de pâturage. "L'abbaye de Clairvaux avait reçu en don, lors de sa fondation en 1115, les pâtures de Geoffray Felona qu'il avait à Juvancourt." Ce document nom daté n'est pas antérieur au 25 juin 1115.

## Histoire

### Puits et Lavoirs
- 1813 : Travaux de réparation de la fontaine lavoir,
- 1860 : Construction de deux lavoirs et de trois puits et démolition de l'ancien lavoir.
- 1873 : Construction d'un puits public rue de Maranville.

### École
- 1824 : Acquisition d'une dépendance pour y loger l'instituteur,
- 1829 : Réparation de la maison école,
- 1836 : Acquisition d'une maison et dépendance pour réunir l'école et le presbytère, puis une salle pour le conseil municipal,
- 1838 : Vente de l'ancienne maison école,
- 1844 : Acquisition d'un bâtiment destiné à servir de chambre à four à l’instituteur et au desservant,
- 1887-89 : reconstruction de la maison d'école mixte avec mairie et logement pour l’instituteur.

Aujourd'hui il n'y a plus d'école sur la commune, l'ancienne école a été transformée en logement communal.

### Police et pompiers

#### Pompiers de Juvancourt
- 1846 : Transformation de la salle du conseil en remise pour la pompe à incendie,
- 21 octobre 1934 : Acquisition d'une moto-pompe et prise en charge par Robert Maurize, adjudant de la compagnie,
- 20 juillet 1938 : Un tarif d'entraide est établi : taxe d'amortissement de 25 francs de l'heure et indemnité de 4 francs de l'heure aux pompiers.

Plus récemment la dissolution des pompiers de Juvancourt a eu lieu ainsi que le regroupement avec les pompiers de Villes sous la Ferté.

#### Forces de l’ordre
- 1769 : Entretien d'un milicien par la commune
- 1833 : Un garde champêtre exerce à la Juvancourt

### Économie
Au XVIIe siècle l'économie de la commune dépendait essentiellement de l'abbaye de Clairvaux. Celle-ci accordait des droits de pâturage et usages a certains habitants de la commune. On cultivait à Juvancourt froment, seigle, orge et avoine.
Une grande partie de l'économie communale dépendait également de l'exploitation forestière. En 1745 un délit est constaté, des habitants de Juvancourt exploitant du bois sur domaine de Clairvaux.
En 1770, la surface des vignes était de 63.5 arpents. La viticulture primait au début du XXe siècle, la vigne bordait toute la zone boisée. Elle fut détruite par un hiver très rigoureux et jamais replantée.
L'activité dominante aujourd'hui est l'agriculture. En 1984, la commune comptait 6 exploitations agricoles et la population bovine était de 250 bêtes. En 1988, la superficie cadastrée est de 829Ha dont 430 de forêt et 380 cultivés.

### Monument aux morts
Le monument aux morts est élevé le 10 octobre 1921.

### Édifices religieux

#### Église
En 1634, l'église était en mauvais état et manquait d'ornements, à cause de l'insuffisance de revenus. Un conseil de fabrique voit le jour le 1er novembre 1811 et constate le mauvais état de l'église que certains documents désignent chapelle. L'ancienne église possédait une seule nef, était basse et de petites dimensions et semble avoir été partiellement enterrée compte tenu de la déclivité naturelle du terrain, ce qui maintenait une humidité permanente. Devant tous ces inconvénients, la paroisse et la municipalité décident la construction d'un nouveau bâtiment plus important fin 1838.
L'église actuelle, sous vocable de Saint-Antoine est une reconstruction du milieu du XIXe siècle. Elle est imitée de celle de Saint-Philippe-de-Roule à Paris.
La construction commence en 1839. La tradition voulant que le grand autel se trouve au levant et le grand portail au couchant, survint une polémique, certaines personnes désirant un grand escalier en fer à cheval au couchant mais interdisant le passage des convois. L’évêque de Troyes ayant accepté les plans, l'église actuelle est orientée à l'opposé ce qui en fait une particularité assez rare pour l'époque.
Le 3 juin 1877, à la suite d'une sonnerie maladroite l'unique cloche est fêlée, le 3 juillet 1879 elle s'écrase au sol et se brise, les débris pesaient 436 kg. Cette cloche du XIVe siècle mesurait 0,80 m de haut avec une circonférence de 3 m. Le 5 octobre 1879, le conseil de fabrique abandonne les débris à la commune sous réserve que ceux-ci puissent servir pour une autre sonnerie.
La commune décide de faire fondre 4 cloches à ses frais :
- 1re cloche : Eugénie Catherine Thérèse de 327 kg
- 2e cloche : Claudine Alix de 327 kg
- 3e cloche : Théodule Pégalie de 242 kg
- 4e cloche : Charlotte Louise de 131 kg diminué par un travail de retouches à 126 kg pour une tonalité en ré dièse

Ces quatre cloches ont été bénies le 18 décembre 1879 par Pierre Quellard curé doyen de l'église Saint-Pierre de Bar-sur-Aube.

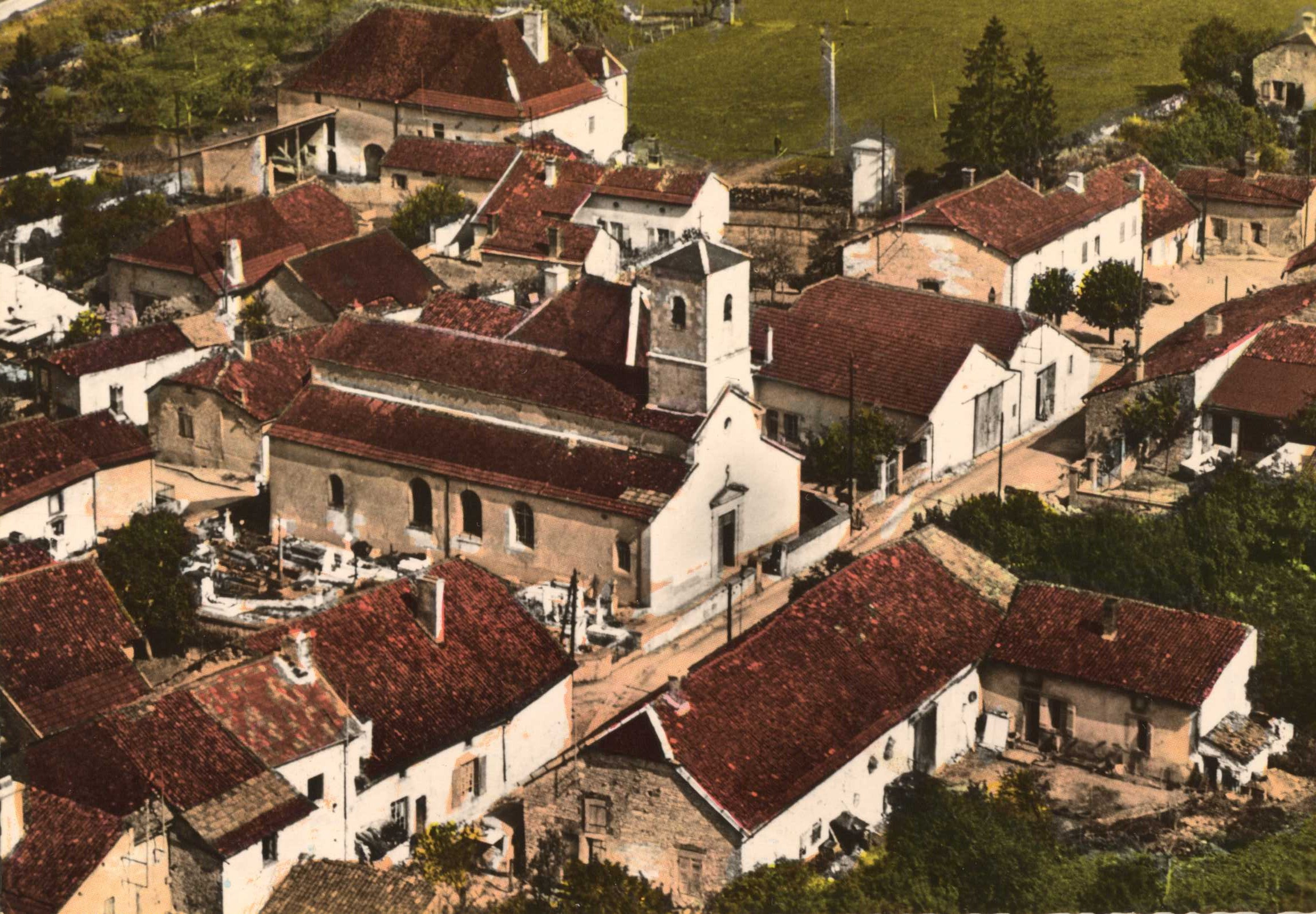
Vue aérienne Eglise de Juvancourt

#### Calvaires et croix
Liste des différents calvaires et croix situés sur la commune :
- Croix de bois : située au bord de la D 55 en direction du rond-point
- Croix Mémorial :
- Croix de Champagne : sur le chapiteau corinthien cette croix de 1811 à double face est en pierre, son socle est vraisemblablement plus ancien que la croix
- Croix Remenant : sur la D 55, face à l'église
- Croix Modot : en direction du terrain d'aviation
- Carrefour des Trois Tilleuls : d’après les cartes d'état-major une croix existait à cet endroit et au carrefour suivant se situait la croix des Chênes.

#### Cimetière
Une ordonnance de levée d'une somme de 130 livres accède à une requête concernant le cimetière le 16 septembre 1778. La création d'un mur autour du cimetière et de l'église a lieu en 1924 et 1925.
Depuis un deuxième cimetière existe sur la route du terrain d'aviation derrière le château d'eau.

## Politique et administration
La mairie se trouve 3 rue de la Mairie 10310 Juvancourt.
Horaire d'ouverture :
- Lundi 10 h - 12 h
- Jeudi 10 h - 12 h

| Période                                  | Période  | Identité             | Étiquette | Qualité     |
| ---------------------------------------- | -------- | -------------------- | --------- | ----------- |
|                                          | 2001     | Serge Deloisy        |           |             |
| mars 2001                                | 2014     | Yvonne Boucque       |           |             |
| mars 2014                                | En cours | Olivier Henquinbrant | DVD       | Agriculteur |
| Les données manquantes sont à compléter. |          |                      |           |             |

## Population et Société
Les habitants de Juvancourt sont appelés les Juvancourtois et les Juvancourtoises.

### Démographie
L'évolution du nombre d'habitants est connue à travers les recensements de la population effectués dans la commune depuis 1793. Pour les communes de moins de 10 000 habitants, une enquête de recensement portant sur toute la population est réalisée tous les cinq ans, les populations de référence des années intermédiaires étant quant à elles estimées par interpolation ou extrapolation. Pour la commune, le premier recensement exhaustif entrant dans le cadre du nouveau dispositif a été réalisé en 2007.

En 2022, la commune comptait 108 habitants, en évolution de −10,74 % par rapport à 2016 (Aube : +0,7 %, France hors Mayotte : +2,11 %).
| 1793 | 1806 | 1821 | 1831 | 1836 | 1841 | 1846 | 1851 | 1856 |
| ---- | ---- | ---- | ---- | ---- | ---- | ---- | ---- | ---- |
| 259  | 311  | 313  | 358  | 354  | 340  | 362  | 375  | 328  |

| 1861 | 1866 | 1872 | 1876 | 1881 | 1886 | 1891 | 1896 | 1901 |
| ---- | ---- | ---- | ---- | ---- | ---- | ---- | ---- | ---- |
| 329  | 332  | 297  | 310  | 293  | 238  | 224  | 215  | 217  |

| 1906 | 1911 | 1921 | 1926 | 1931 | 1936 | 1946 | 1954 | 1962 |
| ---- | ---- | ---- | ---- | ---- | ---- | ---- | ---- | ---- |
| 220  | 211  | 216  | 190  | 180  | 179  | 177  | 178  | 153  |

| 1968 | 1975 | 1982 | 1990 | 1999 | 2006 | 2007 | 2012 | 2017 |
| ---- | ---- | ---- | ---- | ---- | ---- | ---- | ---- | ---- |
| 151  | 167  | 153  | 165  | 148  | 161  | 163  | 126  | 122  |

| 2022 | - | - | - | - | - | - | - | - |
| ---- | - | - | - | - | - | - | - | - |
| 108  | - | - | - | - | - | - | - | - |

### Enseignement
Il n'existe plus d'école sur la commune.
Aujourd'hui la commune dépend du regroupement scolaire situé à Clairvaux et aux Forges Saint Bernard.
Le collège et le lycée les plus proches sont situés à Bar-sur-Aube, il s'agit de l’établissement scolaire Gaston-Bachelard.

### Santé
Il n'existe pas d'établissement de santé sur la commune.
L’hôpital le plus proche est situé à Bar-sur-Aube.

### Logement
En 2007, le nombre de logements de la commune a été estimé à 91. 73 de ces logements sont des résidences principales, il y a également 10 résidences secondaires ou occasionnelles et 8 logements vacants.

## Lieux et monuments

### Sur la commune
- Aérodrome de Juvancourt :

L'aérodrome de Juvancourt est un aérodrome civil, situé sur le Mont Perton.
- Lavoir et ruines du moulin sur la Maze :

Situé à l'entrée du village, il offre un cadre magnifique et calme au bord de l'eau.
- "Bâtard" d'eau situé sur la rivière Aube :

Situé sur l'aube à la limite avec Ville sous la Ferté, il est l'endroit idéal pour la pêche.

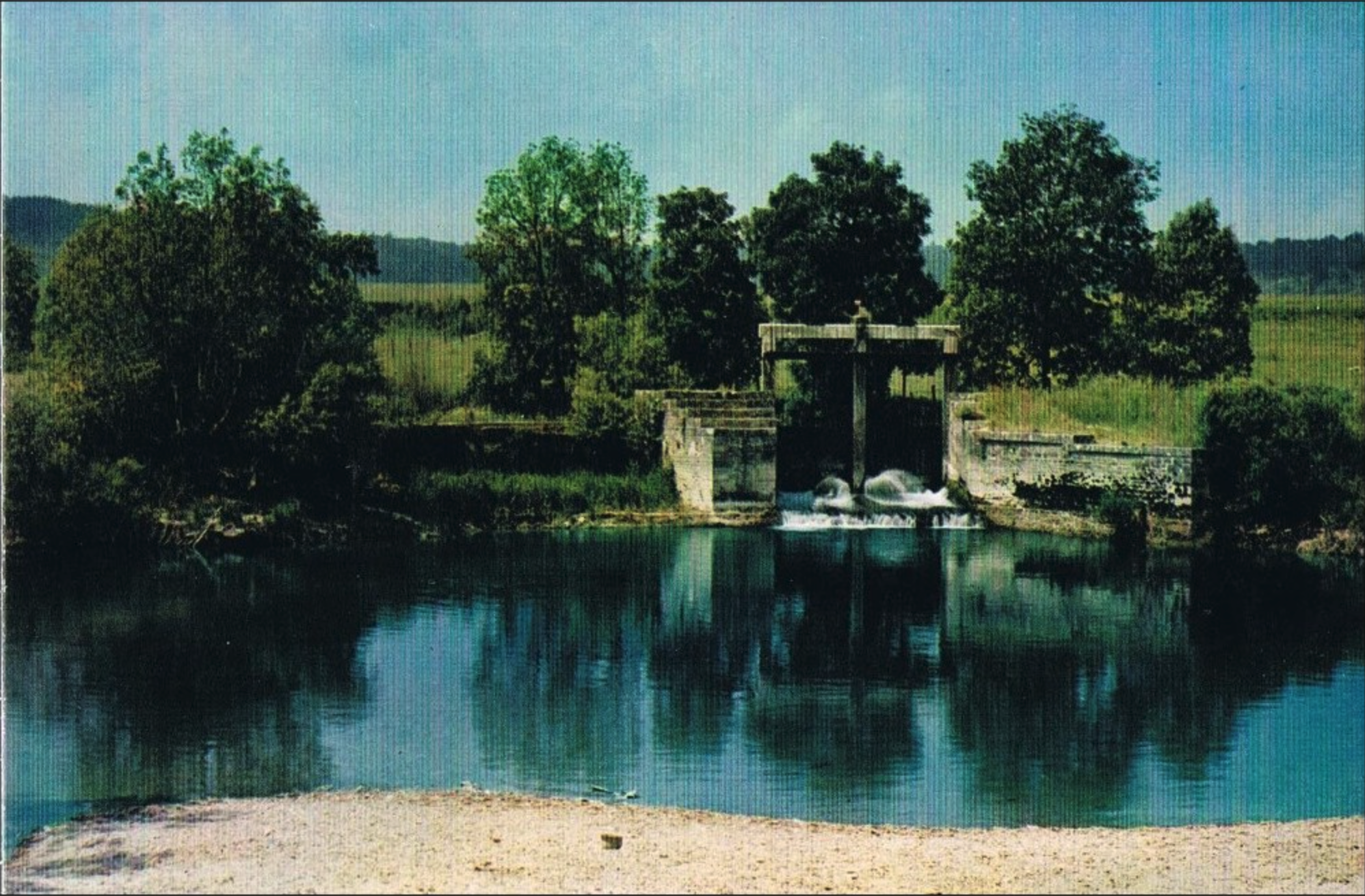
Ancienne carte postale du "Batard"

- Église Saint Antoine :

Église datant du XIXe siècle.

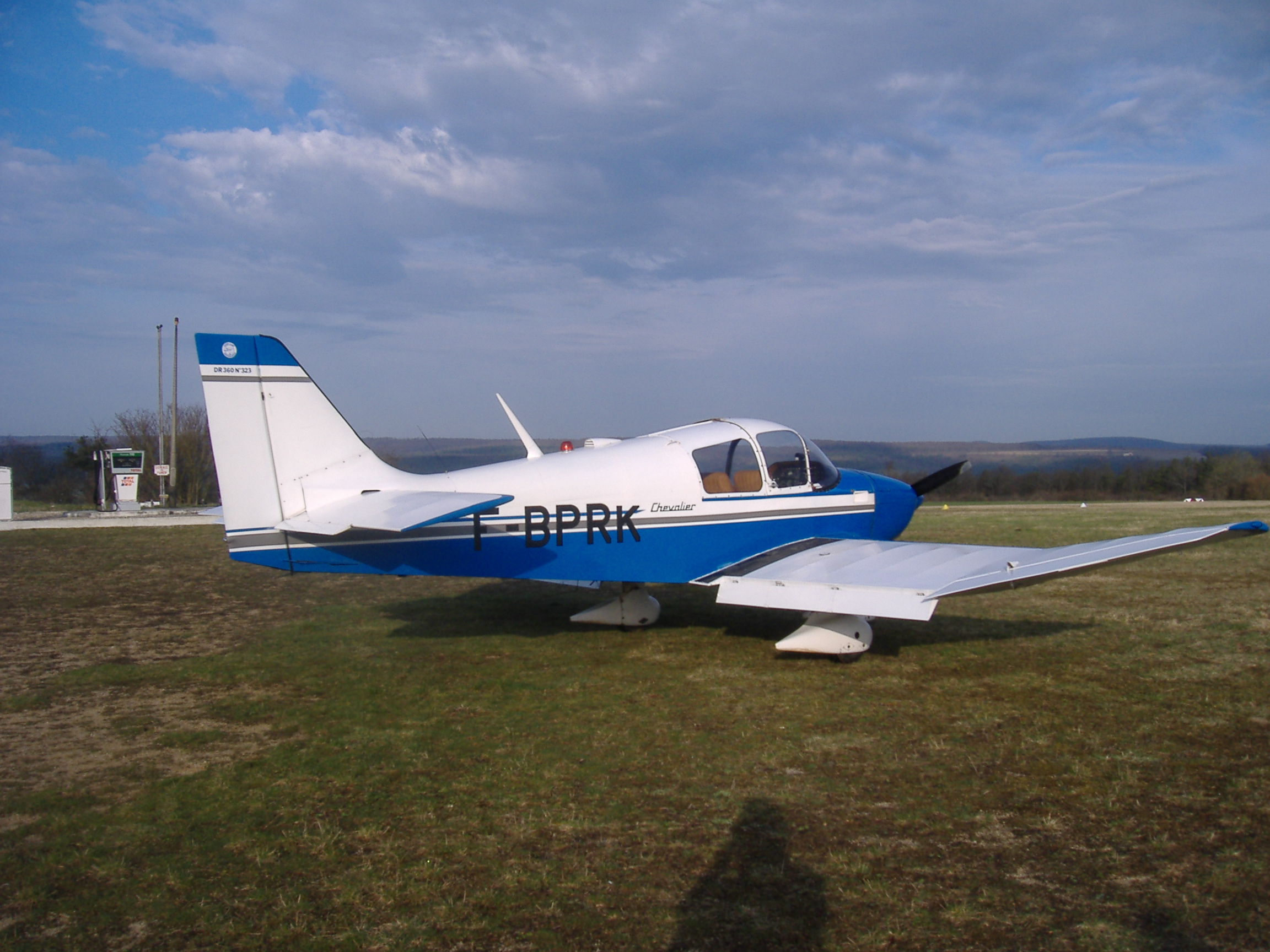
Avion sur l'aérodrome de Juvancourt.
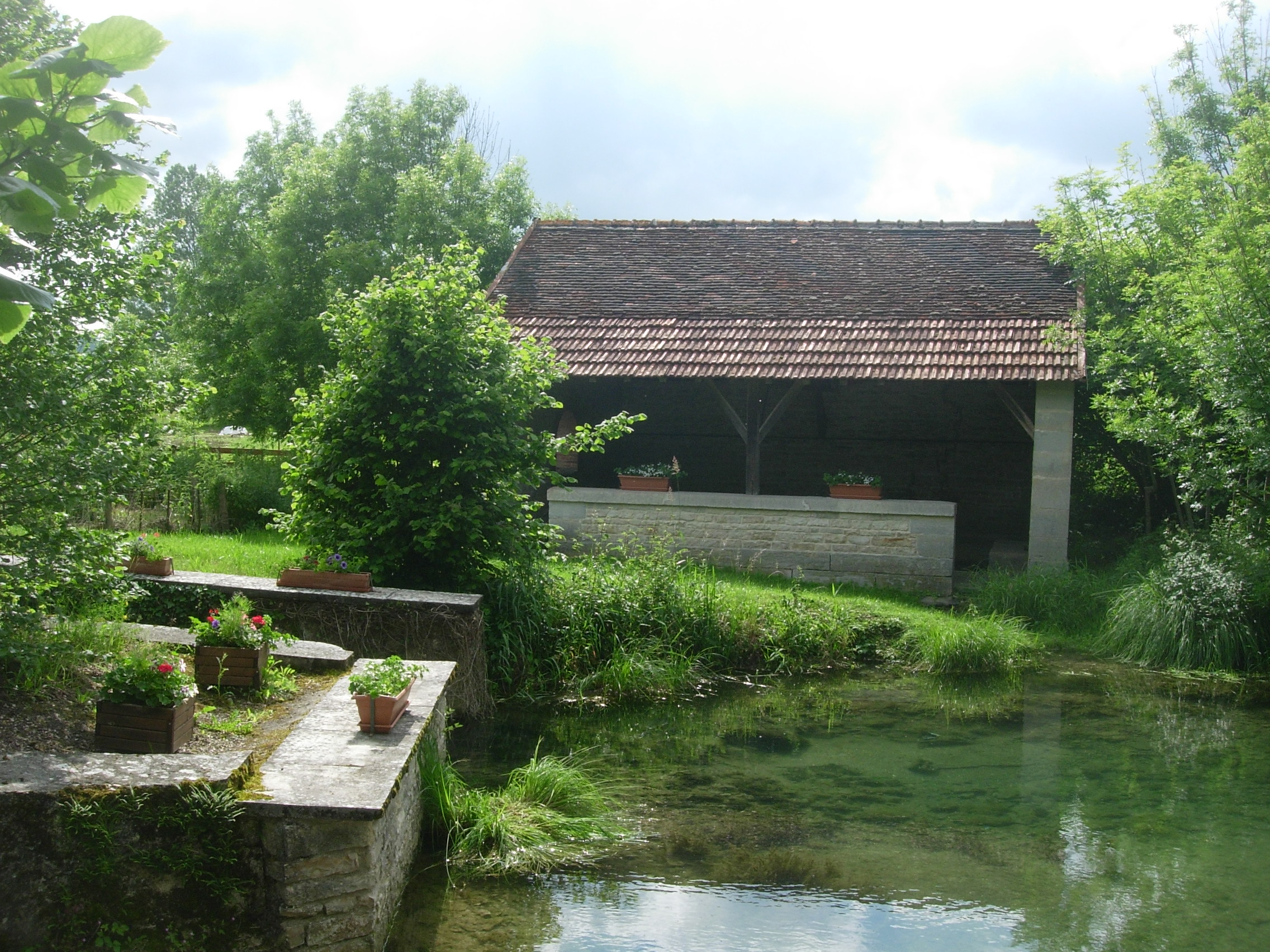
Lavoir et ruines du moulin sur La Maze, un affluent de l'Aube.
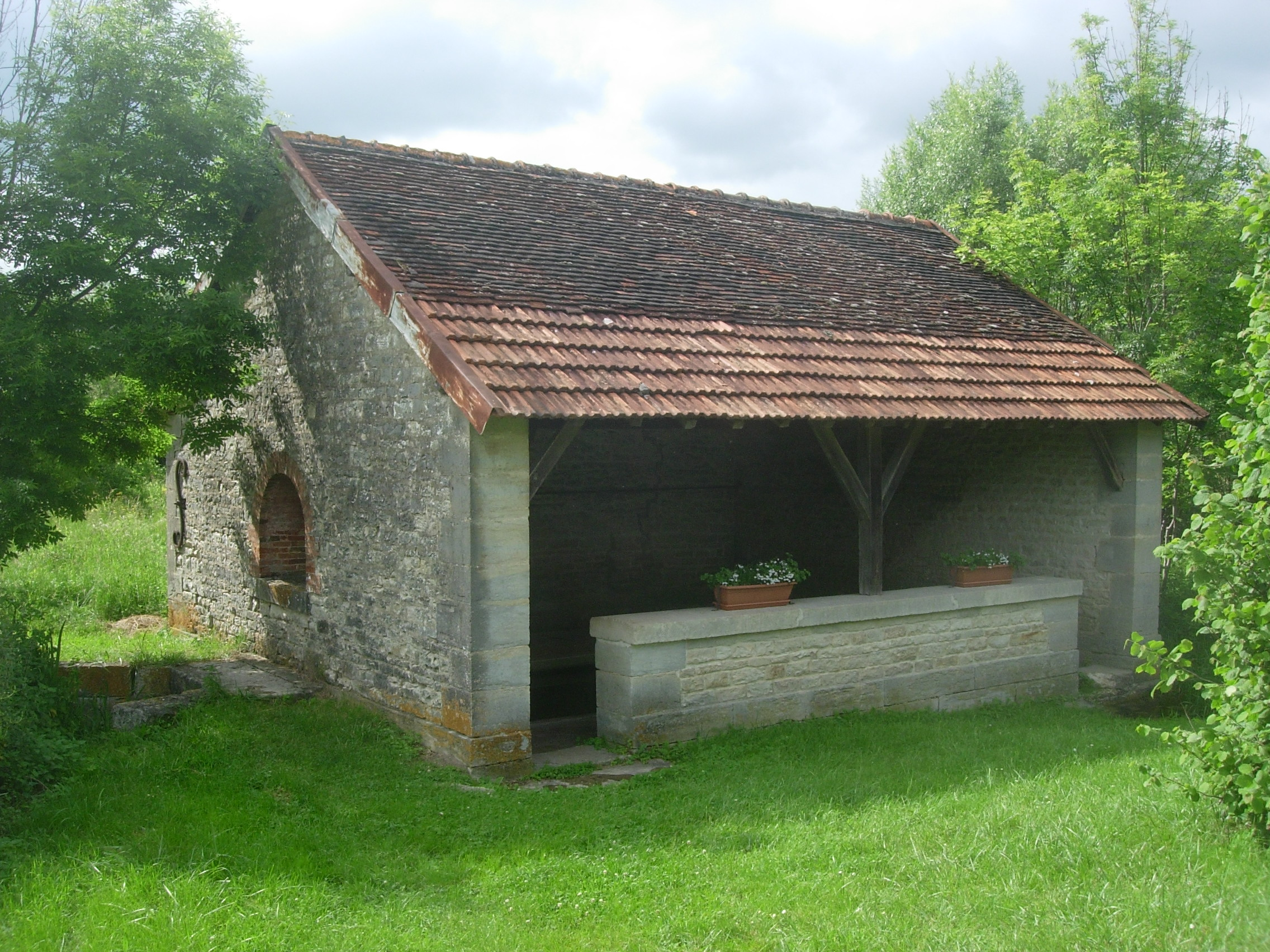
Lavoir sur La Maze.
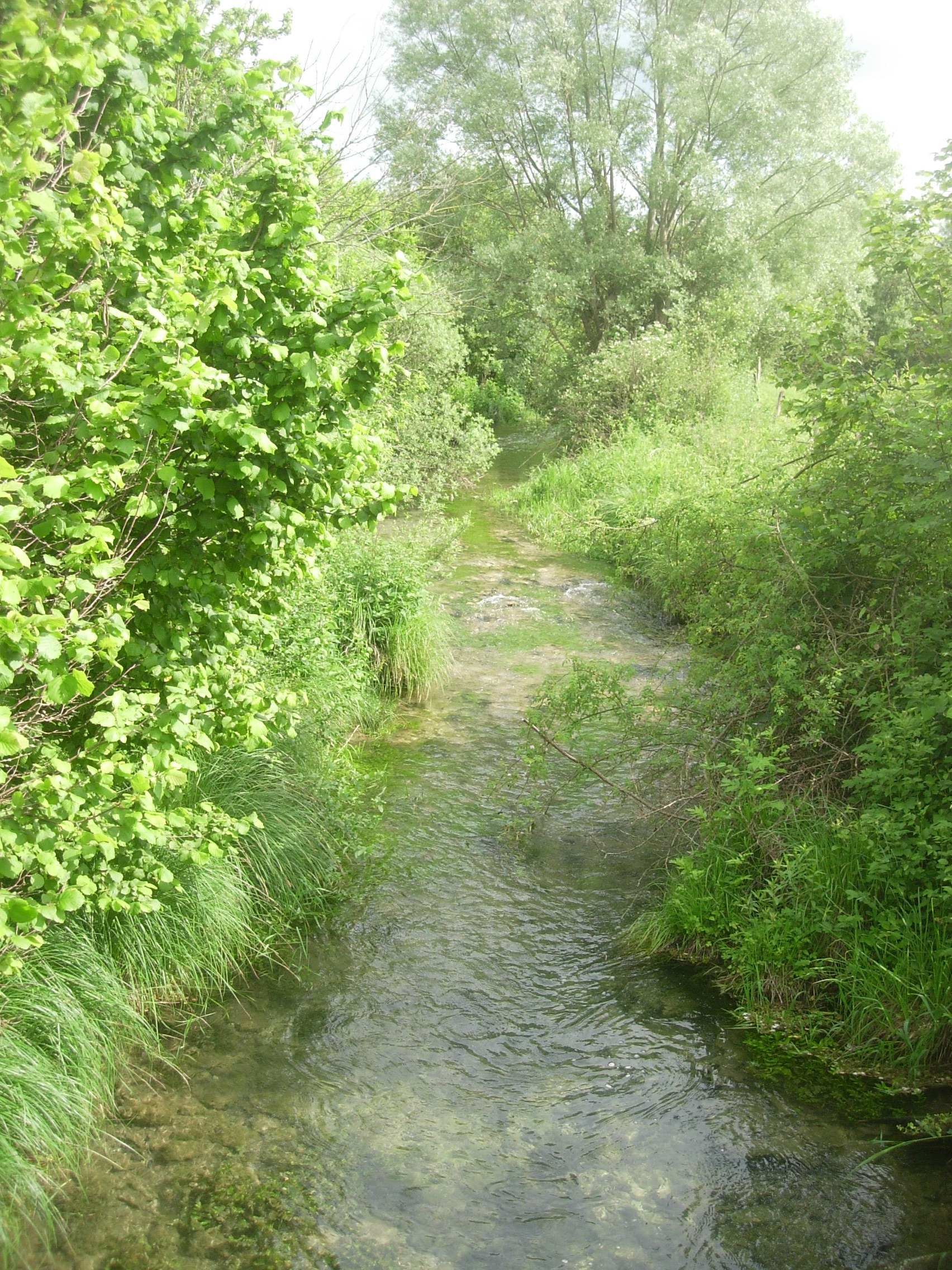
La Maze

### À proximité de la commune
- Abbaye de Clairvaux,
- Maison centrale de Clairvaux,
- Fontaine Saint Bernard de Clairvaux,
- Parc naturel régional de la forêt d'Orient,
- Parc d'attraction Nigloland,
- Vignoble de Champagne,
- Mémorial Charles-de-Gaulle, la Boiserie Colombey-les-Deux-Églises,
- Cristallerie de Bayel.

## Personnalités liées à la commune
- Claude Forcadel, 1943 (Bezons) - 2017 (Juvancourt). Auteur de Je suis un miracle paru aux éditions de l’Emmanuel en avril 2002[22],[23],[24].
- Clémentine Vande Maele, avocate, études au King's College London, European Commission.
- Louis-Marie Raucourt, dernier abbé de Clairvaux, né à Reims le 10 juin 1743[25]
- Léon-Félix Danton nait le 22 janvier 1866 à Charny-le-Bachot. En avril 1895, on lui confie, avec la cure de Juvancourt, l’aumônerie de la Maison centrale de Clairvaux, charge qu’il exerce jusqu’à sa mort le 4 mars 1927[26].